# Donetes (pel·lícula de 1933)
|  | Aquest article tracta sobre Donetes (pel·lícula de 1933). Vegeu-ne altres significats a «Donetes». |

Donetes (títol original en anglès: Little Women) és una pel·lícula estatunidenca dirigida per George Cukor i estrenada el 1933, adaptació de la novel·la homònima de Louisa May Alcott el 1868. Va ser la quarta pel·lícula més popular en la taquilla nord-americana de l'any 1933.
Aquesta és la tercera adaptació a la pantalla del llibre. Segueix dues versions de l'època del cinema mut: la primera, del 1917 amb Minna Gray i la segona el 1918 amb Dorothy Bernard. Després d'aquesta versió sonora de 1933 va arribar la de 1949, Donetes –amb June Allyson, Elizabeth Taylor i Peter Lawford–, la pel·lícula de 1994, protagonitzada per Winona Ryder, i la pel·lícula del 2019 amb Saoirse Ronan.

## Argument
Les quatre filles del doctor March és la història de quatre noies, Margaret (Meg), Joséphine (Jo), Elisabeth (Beth) i Amy o Amie. Viuen als Estats Units amb la seva mare i una fidel criada anomenada Hannah. Pertanyen a la classe mitjana de la societat. La història passa durant la guerra de Secessió. El seu pare, nordista, és al front.

## Repartiment
- Katharine Hepburn: Josephine "Jo" March
- Joan Bennett: Amy March
- Frances Dee: Margareth "Meg" March
- Jean Parker: Elizabeth "Beth" March
- Spring Byington: Abigail "Marmee" March
- Douglass Montgomery: Theodore "Laurie" Laurence
- Paul Lukas: Friedrich Bhaer
- Edna May Oliver: Tia March
- Henry Stephenson: M. Laurence
- Samuel S. Hinds: M. March
- Harry Beresford: Doctor Bangs
- Bonita Granville (no surt als crèdits): Una camarada de classe d'Amy

## Producció
Tot i que David O. Selznick no va aparèixer als crèdits de la pel·lícula, va tornar a la RKO des de la MGM per supervisar la producció com a l'última pel·lícula en el seu contracte amb l'estudi. L'objectiu principal del director George Cukor era emfasitzar la juxtaposició entre el sacrifici i la vida familiar en aquestes jovenetes.
A petició de Hepburn, el dissenyador de vestuari Walter Plunkett va crear un vestit per al seu personatge copiat d'un que portava la seva àvia materna en un ferrotip de Hepburn. Plunkett també va haver de redissenyar diversos vestits per a Joan Bennett per ocultar l'avançant estat de l'embaràs, una condició que Bennett intencionalment no havia mencionat a Cukor quan va començar a rodar la pel·lícula.
Louise Closser Hale originalment havia d'interpretar la tia March, però a causa de la seva mort el 26 de juliol de 1933, Edna May Oliver va fer el paper. Els exteriors es van rodar al llac Lancaster a Sunland, al Ranxo Providencia a Hollywood Hills i al Ranxo Warner Bros a Pasadena. Els gravats originals de la pel·lícula utilitzaven el colorant manual per a xemeneies i espelmes.

## Premis i nominacions

### Premis
- 1934. Oscar al millor guió adaptat per Victor Heerman i Sarah Y. Mason.[8]
- 1934. Medalla d'or al Festival Internacional de Cinema de Venècia a la millor actriu (Katharine Hepburn)

### Nominacions
- 1934. Oscar a la millor pel·lícula.[8]
- 1934. Oscar al millor director per George Cukor.[8]
- 1934. Copa Mussolini al Festival Internacional de Cinema de Venècia per George Cukor

## Galeria

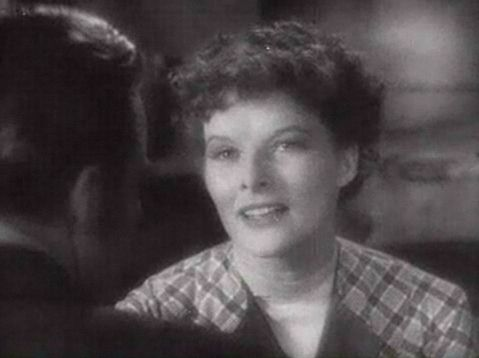
Katharine Hepburn
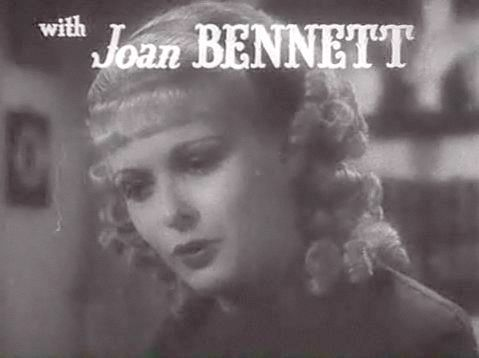
Joan Bennet
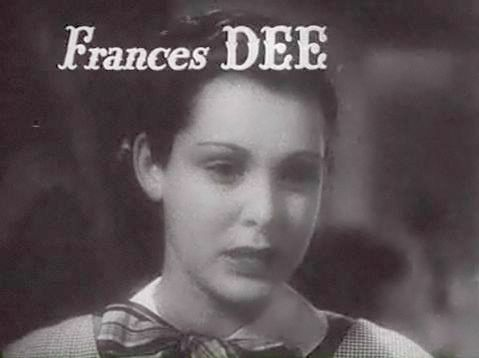
France Dee
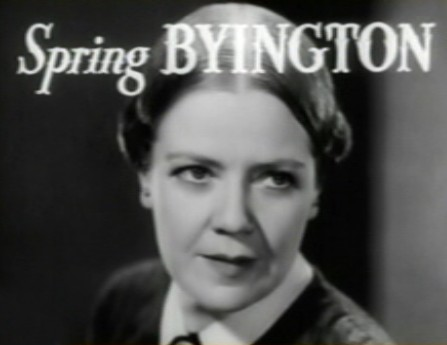
Spring Byington
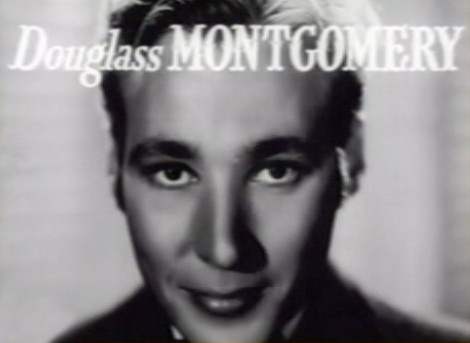
Douglass Montgomery
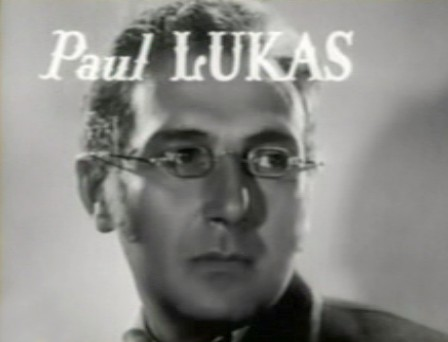
Paul Lukas
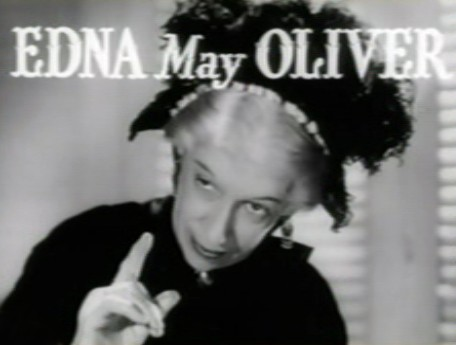
Edna May Oliver
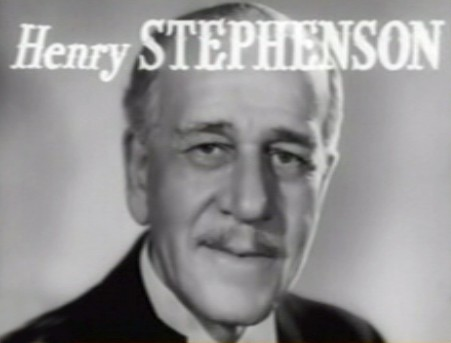
Henry Stephenson

## Al voltant de la pel·lícula
- L'èxit de la pel·lícula de Cukor va posar de moda l'adaptació cinematogràfica dels clàssics de la literatura. El director va rodar llavors David Copperfield (1935) de Dickens, Romeo & Juliet de Shakespeare i Camille d'Alexandre Dumas Fill.